# Torre de los Valdés

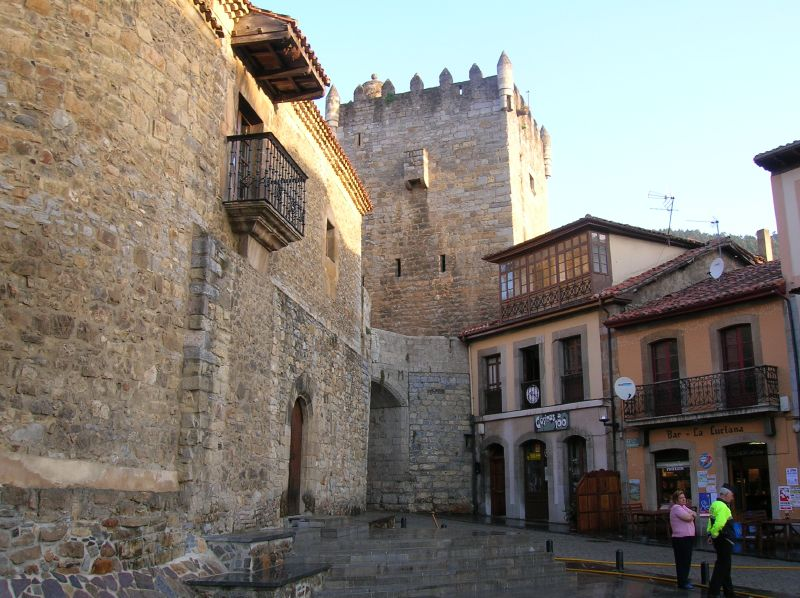
Torre de los Valdés al fondo y en primer plano palacio de Valdés Salas.

La Torre de los Valdés es una torre medieval española del siglo XIV situada en Salas (Asturias).
La Torre forma conjunto con el vecino palacio de Valdés Salas al cual está unido por un puente con arcada en los que están situados los escudos de la familia Valdés Salas.
La torre es de piedra y de forma cuadrada, con sótano y tres plantas unidos por una escalera de caracol. El sótano estaba destinado a mazmorra.
En la parte superior de la torre se encuentra la azotea almenada.
Hoy en día en la torre se encuentra el Museo prerrománico de San Martín de Salas.
Está declarada como Bien de Interés Cultural.